# Nothocremastus kotenkoi
Nothocremastus kotenkoi är en stekelart som beskrevs av Narolsky 1990. Nothocremastus kotenkoi ingår i släktet Nothocremastus och familjen brokparasitsteklar. Inga underarter finns listade i Catalogue of Life.